# Stathmopoda haplophanes
Stathmopoda haplophanes is een vlinder uit de familie Stathmopodidae. De wetenschappelijke naam van de soort is voor het eerst geldig gepubliceerd in 1961 door Bradley.